# Аль-Хідд (футбольний клуб)
СКК «Аль-Хідд» (араб. نادي الحد الرياضي الثقافي) — бахрейнський футбольний клуб з однойменного міста, заснований в 1945 році. Команда грає в чемпіонаті Бахрейну, домашні матчі проводить на «Національному стадіоні», який вміщує 35 580 глядачів. Є одним з найстаріших футбольних клубів Бахрейну, при цьому вперше чемпіоном королівства став лише 2016 року.

## Історія
Команда виступала на міжнародному рівні в Арабській лізі чемпіонів у сезоні 2012/13.
У 2014 році клуб отримав право виступати в Лізі чемпіонів АФК, однак «Аль-Хідд» вибув вже у 2-му кваліфікаційному раунді програвши катарському клубу «Лехвія» (2:1). Потрапивши в менш престижний Кубок АФК, команда дійшла до чвертьфіналу турніру.

## Досягнення
- Бахрейнська Прем'єр-Ліга: 1

Чемпіон: 2015–16
- Бахрейнський Кубок Короля: 1

Володар: 2015
- Кубок Бахрейну: 2

Володар: 2015 , 2017
- Суперкубок Бахрейну: 2

Володар: 2015, 2016